# フリー・ユアセルフ
「フリー・ユアセルフ」(Free Yourself)は、ジェシー・ウェアが2022年にリリースしたシングル。

## 概要
5枚目のスタジオ・アルバム『ザット! フィールズ・グッド!』から先行シングルとしてリリースされた。
同年11月にはスパイス・ガールズのメラニー・チズムがリミックスを担当した「メラニー・C・リミックス」を新たにリリースした。

## トラックリスト
| #  | タイトル               | 作詞 | 作曲・編曲 | 時間 |
| -- | ---------------------- | ---- | ---------- | ---- |
| 1. | 「フリー・ユアセルフ」 |      |            | 3:58 |

| #  | タイトル                                          | 作詞 | 作曲・編曲 | 時間 |
| -- | ------------------------------------------------- | ---- | ---------- | ---- |
| 1. | 「フリー・ユアセルフ（メラニー・C・リミックス）」 |      |            | 5:11 |